# Lodovico Grossi da Viadana
Lodovico Grossi da Viadana (auch Lodovico Viadana; * um 1560 in Viadana bei Parma; † 2. Mai 1627 in Gualtieri) war ein italienischer Komponist und Mitglied des Franziskaner-Observanten-Ordens. Seine musikalische Wirkungszeit ist an der Schnittstelle der Renaissance zur Barockzeit.

## Leben
Sein Geburtsname war Lodovico Grossi. Möglicherweise lernte Viadana bei Constanzo Porta. Er erhielt 1594 den Posten des Chorleiters an der Kathedrale von Mantua. 1597 ging er nach Rom, zurück in Mantua wurde er 1602 Chorleiter an San Lucca. Anschließend war Viadana in gleicher Position in verschiedenen norditalienischen Städten, so auch in Concordia bei Venedig und in Fano aktiv. Von 1614 bis 1617 war er für seinen kirchlichen Orden in der Provinz Bologna tätig, neben Mantua noch in Ferrara und Piacenza. Um 1623 zog er sich in das Kloster Santa Andrea in Busseto zurück.

## Schaffen
Viadana war der erste bedeutende Komponist, der die damals neuentwickelte Technik des bezifferten Basses in seinem Op. 12, den Cento concerti con il basso continuo – Concerti a una voce con l’organo einsetzte.
Seine Salmi a 4 cori op. 27 gehören zu seinen besten Werken. Sie sind im Concertato-Stil komponiert und stellen kontrastreich fünf Solostimmen, einen dreistimmigen Chor und verschiedene Instrumente (3 Orgeln, Chitarrone, Streicher, Fagotte und Trompeten) einander gegenüber.

## Werke

### Gedruckte Werke mit Opuszahl
- Op. 10: Motectafestorum totius anni für 8 Stimmen (Ricciardo Amadino, Venedig, 1597) RISM ID: 990066418 (Digitalisat beim Museo internazionale e biblioteca della musica Bologna)
- Op. 11: Officium Defunctorum quae musico modulamine in exequiis defunctorum recitari possunt complectens für 4 Stimmen (Giacomo Vincenti, Venedig, 1600) RISM ID: 990066369
- Op. 12: (100) Cento concerti ecclesiastici, a una, a due, a tre, & a quattro voci, con il basso continuo per sonar nell'organo, nova inventione commoda per ogni sorte de cantori, & per gli organisti (Giacomo Vincenti, Venedig, 1602) RISM ID: 990066372 (Digitalisat des Druckes von 1605 beim Museo internazionale e biblioteca della musica Bologna)
- Op. 13: Psalmi omnes ad Vespera für 5 Stimmen (Giacomo Vincenti, Venedig, 1604) RISM ID: 990066380
- Op. 14: Letanie che si cantano nella S. Casa di Loreto für 3, 8 und 12 Stimmen (Giacomo Vincenti, Venedig, 1605) RISM ID: 990066388
- Op. 15: Officium ac Missa Defunctorum quinque vocibus decantandum [für 5 Stimmen] (Giacomo Vincenti, Venedig, 1604) RISM ID: 990066386
- Op. 16: Completorium Romanum octo Vocibus decantandum, liber secundus (Giacomo Vincenti, Venedig, 1606) RISM ID: 990066391
- Op. 17: Concerti ecclesiastici a una, a due, a tre, et a quattro Voci, con il Basso continuo per sonar nell’Organo (Venedig, 1607)
- Op. 18: Sinfonie musicali a otto Voci (Venedig, 1610)
- Op. 20: Salmi a quattro Voci pari col Basso per l’Organo, brevi commodi et ariosi. Con dui Magnificat (Venedig, 1608)
- Op. 21: Completorium Romanum quaternis Vocibus decantandum, una cum Basso continuo pro Organo (Venedig, 1609)
- Op. 22: Lamentationes Hieremiae Prophetae für 4 Stimmen (Venedig, 1609)
- Op. 23: Responsoria ad Lamentationes Hieremiae Prophetae (Venedig, 1609)
- Op. 24: Il terzo Libro de’ Concerti ecclesiastici a due, a tre, et a quattro Voci con il Basso per sonar nell’Organo (Venedig, 1609)
- Opp. 25–26: Salmi campagnoli a quattro […] con li Sicut erat a otto si placet mit B. c. (Venedig, 1612)
- Op. 27: Salmi a quattro Chori per cantare e concertare nelle gran Solennità di tutto l’Anno (Venedig, 1612)
- Op. 28: Falsi bordoni a quattro Voci con i Sicut erat a otto, et il Te Deum laudamus e Salve Regina a otto (Rom, 1612)
- Op. 30: 100 Sacri Concentus ab una Voce sola (Venedig, 1614)

### Weitere gedruckte Werke
- Vespertina omnium solemnitatum psalmodia, iuxta ritum Sacro Sanctae, atque Orthodoxae Ecclesiae Romanae, cum quinque vocibus (Giacomo Vincenti, Venedig, 1588) RISM ID: 990066346
- Canzonette a quattro voci … con un dialogo a otto di Ninfe e pastori, et un'aria di canzon francese per sonare, libro primo (Ricciardo Amadino, Venedig, 1590) RISM ID: 990066417 (Digitalisat beim Museo internazionale e biblioteca della musica Bologna)
- Madrigali a quattro Voci (Venedig, 1591)
- Missa Defunctorum für 3 Stimmen (Venedig, 1592)
- Madrigali a sei Voci (Venedig, 1593)
- Canzonette a tre Voci, Libro primo (Ricciardo Amadino, Venedig, 1594) RISM ID: 990066418
- Missarum cum quattuor vocibus, liber primus (Giacomo Vincenti, Venedig, 1596) RISM ID: 990066353
- Falsi bordoni a cinque voci, divisi in sei ordini per tuono, con i tre salmi che si cantano a Terza secondo l'uso di Santa Chiesa e tutti gli otto tuoni per falso bordone in tripla, con l'hinno Te deum laudamus … nuovamente composti, & dati in luce. (Giacomo Vincenti, Venedig, 1596) RISM ID: 990066361
- Completorium Romanum octonis vocibus infractis decantandum. (Ricciardo Amadino, Venedig, 1597)
- Missa defunctorum tribus vocibus (Ricciardo Amadino, Venedig, 1598) RISM ID: 990066364
- Missa Cantabo Domino RISM ID: 1001159576 in Selectissimarum missarum flores (P. Phalèse, Antwerpen, 1599) RISM ID: 993121065 (Digitalisat im Royal Holloway Digital Repository der University of London)
- 24 Credo a Canto fermo (Venedig, 1619)